# Wilfred E. Jacobs
Sir Wilfred Ebenezer Jacobs (* 19. Oktober 1919; † 11. März 1995) war ein antiguanischer Politiker und erster und letzter Gouverneur sowie erster Generalgouverneur von Antigua und Barbuda.

## Biografie
Jacobs wurde am 27. Februar 1967 erster Gouverneur von Antigua und Barbuda. Dieses Amt bekleidete er bis zum 1. November 1981, als er nach der Unabhängigkeit vom Vereinigten Königreich als souveräner Mitgliedstaat (Commonwealth Realm) innerhalb des Commonwealth of Nations erster Generalgouverneur von Antigua und Barbuda wurde.
Am 10. Juni 1993 wurde er als Generalgouverneur von James Carlisle abgelöst.
1967 wurde er zum Knight Bachelor geschlagen. 1977 wurde er als Knight Commander in den Royal Victorian Order und 1981 als Knight Grand Cross in den Order of St Michael and St George aufgenommen. 1985 wurde er zum Knight Grand Cross des Royal Victorian Order erhoben.